# Circo mediatico

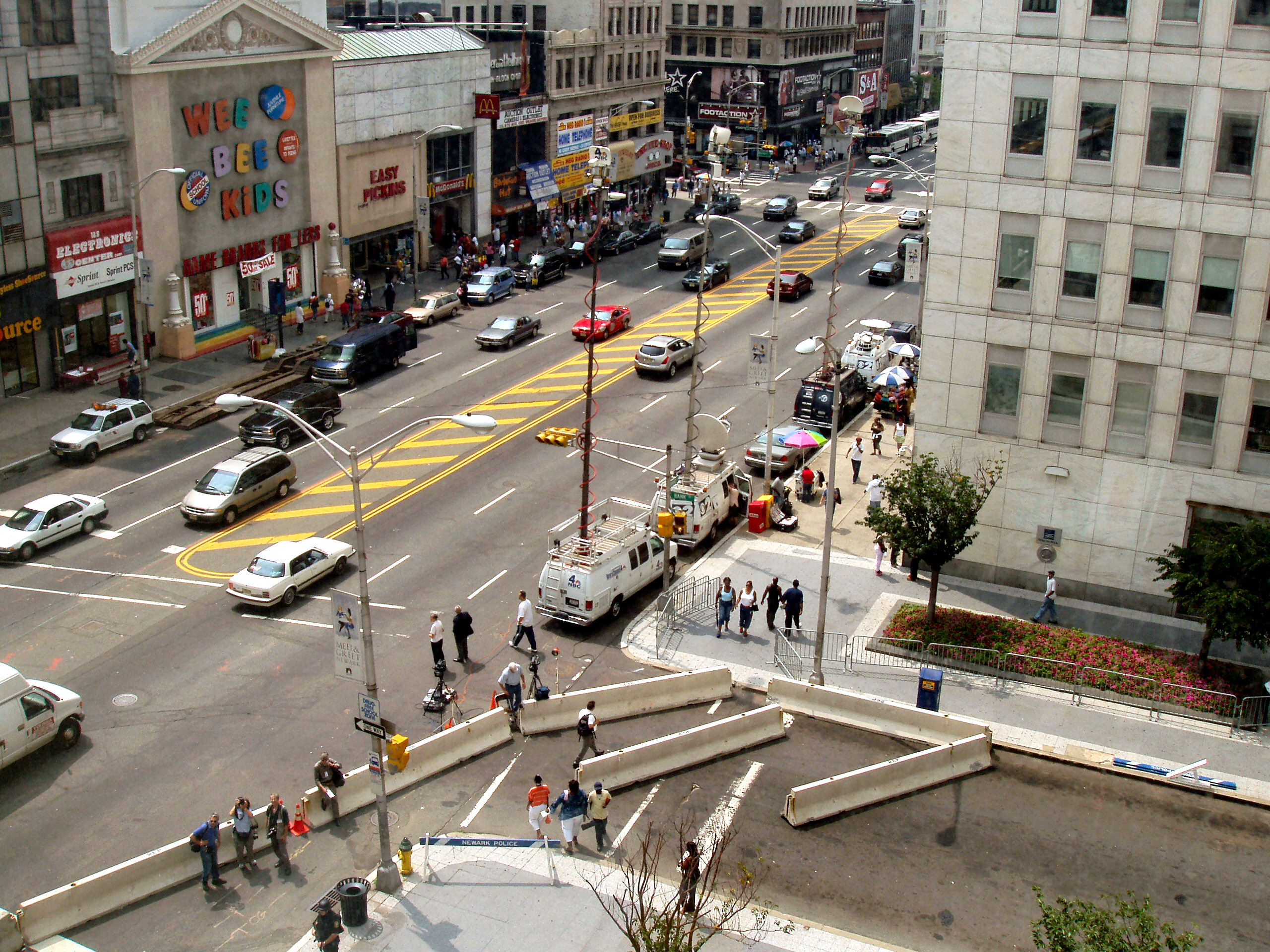
Un notevole assembramento di giornalisti e reporter al di fuori della sede del Prudential Financial a Newark, New Jersey ad agosto 2004 in seguito all'annuncio di una possibile minaccia terroristica.

Circo mediatico è una metafora colloquiale, o un idiomatismo, con il quale si descrive un fatto di cronaca la cui copertura mediatica è percepita come sproporzionata rispetto all'importanza dell'evento stesso. Il termine vuole essere una critica, generalmente negativa, ai media che vengono quindi comparati sfavorevolmente ad un circo.

## Storia
Anche se l'idea è più datata, il termine circo mediatico cominciò ad apparire intorno alla metà degli anni settanta. Uno dei primi esempi si riscontra in un libro scritto nel 1976 dall'autrice Lynn Haney, in cui scrive di una relazione in cui fu coinvolta l'atleta Chris Evert: "Il loro corteggiamento, dopo tutto, era stato un circo mediatico." Pochi anni dopo The Washington Post scrisse di un simile esempio di corteggiamento, "la stessa principessa Grace è ancora traumatizzata dal ricordo dal circo mediatico del suo matrimonio con il principe Ranieri nel 1956." Il termine è diventato sempre più popolare con il tempo dagli anni settanta.
I motivi per cui il termine viene utilizzato per criticare i media variano a seconda della circostanza. Tuttavia, alla base della maggior parte delle critiche c'è il fatto che vengano sprecate numerose risorse per coprire l'evento ritenuto circo mediatico, a scapito di altri eventi, che conseguentemente ricevono un'attenzione minore.
L'idea di un circo mediatico sta alla base della trama del film del 1951 L'asso nella manica, in cui un reporter senza scrupoli, che si sta occupando di un servizio su un disastro in una miniera, lascia che un uomo muoia sepolto pur di non perdere la notizia. Il film esamina cinicamente il rapporto tra i mass media e le notizie da loro riportati. Il titolo originale del film doveva essere The Big Carnival, ("Il grande carnevale"), in cui la parola "carnevale" veniva utilizzata con la stessa accezione con cui si usa "circo".